# 科尔内利娅·普福尔
科尔内利娅·普福尔（德語：Cornelia Pfohl，1971年7月23日—），德国女子射箭运动员。她曾代表德国参加1992年、1996年、2000年和2004年夏季奥林匹克运动会射箭比赛，获得一枚银牌和一枚铜牌。